# ویلازور
ویلازور (به ایتالیایی: Villasor) یک کومونه در ایتالیا است که در استان کالیاری واقع شده‌است. ویلازور ۸۶٫۶ کیلومتر مربع مساحت و ۶٬۹۴۹ نفر جمعیت دارد و ۲۶ متر بالاتر از سطح دریا واقع شده‌است.